# Allanche
Allanche (wym. [alɑ̃ʃə]) – miejscowość i gmina we Francji, w regionie Owernia-Rodan-Alpy, w departamencie Cantal.
Według danych na rok 1990 gminę zamieszkiwało 1220 osób, a gęstość zaludnienia wynosiła 24 osoby/km² (wśród 1310 gmin Owernii Allanche plasuje się na 178. miejscu pod względem liczby ludności, natomiast pod względem powierzchni na miejscu 33.).